# 蕭造
蕭造（6世紀—7世紀），南蘭陵郡蘭陵縣（治今江苏省常州市武进区西北）人，隋朝、唐朝政治人物，南朝梁鄱陽嗣王蕭循之子。

## 生平
隋煬帝大業年間，蕭造擔任黔安郡太守。大業四年（608年），黔安夷向思多叛亂，殺將軍鹿愿，圍攻蕭造。事發後，隋煬帝派遣左武衛將軍周法尚與將軍李景分路征討向思多。蕭造後歷任太府卿、巴東郡太守，任職期間大肆貪污，因蕭皇后的緣故得以多次免罪。
蕭造後轉任馮翊郡太守。大業十三年（617年）九月，蕭造以馮翊郡降於李淵，後被拜為刑部尚書、光祿大夫，封梁郡開國公。義寧二年（618年）五月，隋恭帝下詔禪位於唐王李淵，派遣兼太保蕭造與兼太尉裴之隱奉送皇帝璽綬于李淵。
唐朝武德元年（618年）五月，李淵即皇帝位於太極殿，以蕭造兼太尉，命其告於南郊。同年七月，蕭造加太子太保。後由刑部尚書遷禮部尚書，卒官，謚安公。

## 後代
- 子：蕭鳳，朝散大夫，林州長史，襲封梁郡開國公。
  - 孫：蕭仁表，朝散大夫，歷官越州餘姚縣令、青州長史、益州新都縣令，襲封梁郡開國公。
    - 曾孫：蕭楨，韓王府法曹參軍事。
      - 玄孫：蕭洛賓（665年－688年）。
      - 玄孫：蕭洛客[5]。
- 子：蕭夙，武威大將軍[1]。
  - 孫：蕭善義，雅州都督[1]、齊王府諮議參軍，出繼隋朝零陵通守。蕭造第三伯為南朝梁侍中、懿惠侯，懿惠侯第十一子為隋朝常侍，常侍少子為零陵通守[9]。
    - 曾孫：蕭元恭，左衛錄事參軍[1]。
      - 玄孫：蕭旻，密縣主簿[1]。
        - 五世孫：蕭穎士，楊州都督府功曹參軍[1]。